# パスカル・コムラード
パスカル・コムラード（Pascal Comelade、1955年6月30日 - ）は、フランスのミュージシャン。
コムラードはフランスのモンペリエで生まれた。バルセロナに数年間住んだ後、電子音楽とエルドンの影響を受けて最初のアルバム『Fluence』を作成した。
その後、その音楽はよりアコースティックなものとなり、ソロ楽器として使われ、また彼のグループであるベル・カント・オルケストラのサウンドの不可欠なパーツとして使用される、おもちゃの楽器によるサウンドが特徴となっている。2007年には、ヴィンセント・ムーンが撮影した「テイク・アウェイ・ショー」のアコースティック・ビデオ・セッションを行った。
彼は、ロバート・ワイアット、ダニ、ファウスト、クリストフ・ミオセック、トティ・ソレール、ジャック・ベロカル、ピエール・バスティアン、PJ ハーヴェイなど、さまざまな音楽ジャンルから多数の歌手やミュージシャンたちとコラボレーションしてきた。

## ディスコグラフィ

### リーダー・アルバム
- Fluence (1975年)
- Séquences Paiennes (1978年)
- Vertical Pianos (1978年)
- Paralelo (1980年)
- Ready-Made (1980年)
- Slow Music (1981年)
- Sentimientos (1952年)
- Irregular Organs (1952年)
- Fall Of Saigon (1983年)
- Logique du Sens (1983年)
- La Dialectique Peut-Elle Casser des Briques ? (1984年) ※with キャシー・クラレ
- Bel Canto Orquestra (1984年)
- Milano Enharmonisto (1984年)
- Précis de Décomposition Bruitiste (1984年)
- Scénes de Musique Ralentie (1984年)
- Détail Monochrome (1984年)
- Bel Canto (1986年)
- El Primitivismo (1987年)
- 『アンプレシオニスム』 - Impressionnismes (1988年)
- Rock Del Veneno (1988年)
- 『33バーズ』 - 33 Bars (1989年)
- Cent Regards (1989年)
- 『ラガジン・ザ・ブルース』 - Ragazzin' The Blues (1991年)
- Pataphysical Polka (1991年)
- 『ハイク・ド・ピアノ』 - Haikus de Pianos (1991年)
- 『トラフィック・ダブストラクション』 - Traffic d'Abstraction (1992年)
- Topographie Anecdotique (1992年)
- El Ermitaño (1992年) ※with ベル・カント・オルケストラ
- Yo Quiero Un Tebeo (1993年)
- Danses Et Chants de Syldavie (Apologie de la reprise individuelle) (1994年)
- 『エル・キャバレ・ギャラクティク』 - El Cabaret Galactic (1995年)
- 『映画音楽集 第二巻』 - Musiques Pour Films Vol.2 (1996年)
- Tango Del Rossello (1996年)
- Un samedi Sur la Terre (1996年) ※サウンドトラック
- Un Tal Jazz (1997年)
- 『ジ・オブリック・セッションズ』 - Oblique Sessions (1997年) ※with ピエール・バスティアン、ジャック・ベロカル、ヤキ・リーベツァイト
- L'Argot du Bruit (1998年) ※with PJ ハーヴェイ
- ZumZum.Ka (1998年)
- Bel Canto Orquestra In Concerto (1998年)
- Musiques De Genre (1999年)
- 『リスボン特急』 - Live In Lisbon and Barcelona (1999年)
- 『オブリック・セッションズ2』 - Oblique Sessions II (1999年) ※with リシャール・ピナス
- 『スウィング・スラング・ソング』 - Swing Slang Song (1999年) ※with PJ ハーヴェイ
- Aigua de Florida Classes de Música a la Granja (2000年) ※with リョレンス・バルサク
- André Le Magnifique (2000年) ※サウンドトラック。近藤良平のバレエ『Spring Man〜春男』のために書かれた3曲、セスク・ゲラベルのバレエ『Zumzum-ka』のために書かれた6曲が続く
- 『セプテンバー・ソング』 - September Song (2000年) ※with ロバート・ワイアット
- Pop Songs Del Rossello (2000年) ※with ジェラール・ジャケ
- Pastis Catalan (2000年) ※セレ近代美術館のための音楽 (50枚限定ナンバリング)
- La Isla Del Holandés (2001年) ※with ホセ・マヌエル・パガン
- Pop Songs Del Rossello 2 (2001年) ※with ジェラール・ジャケ
- Sense el Resso del Dring (2002年)
- 『サイコティック・ミュージック・ホール』 - Psicotic Music' Hall (2002年)
- Logicofobisme del Piano en Minuscul (2003年)
- Musica Pop (Danses de Catalunya Nord) (2003年)
- La Filosofia del Plat Combinat (2004年)
- 『バック・トゥ・スキゾ : '75-'83』 - Back to Schizo 1975-1983 (2004年)
- Espace Détente (2005年) ※サウンドトラック
- Espontex sinfonia (2006年)
- La Manera Més Salvatge (2006年) ※with エンリック・カサセス
- Stranger In Paradigm (2006年)
- Mètode de Rocanrol (2007年)
- Compassió pel dimoni (2008年)
- The No-Dancing (2008年)
- A Freak Serenade (Because) / Friki Serenata (Discmedi) (2009年)
- Montpellier (2010年) ※with ジェラール・パンサネル、ペップ・パスクアル
- N'ix (2010年) ※with エンリック・カサセス
- Pascal Comelade & Cobla Sant Jordi (2011年) ※with コブラ・サン・ジョルディ
- Somiatruites (2011年) ※with アルベルト・プラ
- Flip Side (Of Sophism) (2013年) ※with リシャール・ピナス
- El pianista del antifaz (2013年)
- Mosques de colors (2013年) ※with パウ・リバ
- Despintura fonica (2013年)
- Avis aux inventeurs d'épaves (2013年) ※コムラードの絵画166枚と2枚の7インチ・シングルを収録した書籍
- 『Traite de Guitarres Triolectiques (a l'Usage des Portugaises Ensablees)』 - Traité De Guitarres Triolectiques (À L'Usage Des Portugaises Ensablées) (2015年) ※with レ・リミニャナス
- Concepte General De La Quincalla Catalana (2015年)
- Deviationist Muzak (2019年)
- Larme Secrete (2020年) ※with マルク・ユルタド
- 『カットアップ・ポピュレール』 - Le Cut-Up Populaire (Version Augmentée) (2020年)
- En Nom De La Ferida (2020年) ※with イベット・ナダル
- Les Mémoires D'Un Ventriloque (2020年)
- Le Plan De Paris (2020年) ※with リシャール・ピナス
- 『Le Non-Sens du Rythme』 - Le Non-sens Du Rythme (2022年)
- Velvet Serenade (2023年) ※with レイモン・プラッツ、リー・ラナルド